# Divize C 1998/1999
V soubojích 34. ročníku České divize C 1998/99 se utkalo 16 týmů dvoukolovým systémem podzim - jaro. Tento ročník začal v srpnu 1998 a skončil v červnu 1999.

## Nové týmy v sezoně 1998/99
Z ČFL 1997/98 sestoupilo do Divize C mužstvo FK Pardubice 1899 a SK Český Brod. Z krajských přeborů postoupila vítězná a druhá mužstva ročníku 1997/98: FC Zenit Čáslav a SK Bělá pod Bezdězem z Středočeského přeboru a FK OEZ Letohrad a SK Semily z Východočeského přeboru. Do divize B bylo přeřazeno mužstvo FC Dropa Střížkov a SK Bělá pod Bezdězem

## Kluby podle přeborů
- Východočeský (9): FK Slovan Pardubice, FK Agria Choceň, FC Olympia Hradec Králové, SK Holice, FC Spartak Rychnov nad Kněžnou, SK Semily, FK OEZ Letohrad, FK Pardubice 1899, FK Trutnov.
- Severočeský (2): FC Slovan Liberec „B“, PFC Český Dub.
- Středočeský (5): FK Mogul Kolín, SK Čelákovice, FK Říčany, FC Zenit Čáslav, SK Český Brod.

## Výsledná tabulka
Zdroj: 
| Poř. | Tým                            | Z  | V  | R  | P  | VG | OG | B  |
| ---- | ------------------------------ | -- | -- | -- | -- | -- | -- | -- |
| 1.   | FK Mogul Kolín                 | 30 | 20 | 8  | 2  | 70 | 19 | 68 |
| 2.   | FC Slovan Liberec „B“          | 30 | 17 | 7  | 6  | 44 | 18 | 58 |
| 3.   | FK Agria Choceň                | 30 | 15 | 10 | 5  | 57 | 28 | 55 |
| 4.   | FK OEZ Letohrad                | 30 | 15 | 8  | 7  | 48 | 35 | 53 |
| 5.   | SK Čelákovice                  | 30 | 15 | 4  | 11 | 52 | 34 | 49 |
| 6.   | SK Český Brod                  | 30 | 13 | 9  | 8  | 58 | 37 | 48 |
| 7.   | FK Trutnov                     | 30 | 12 | 6  | 12 | 42 | 42 | 42 |
| 8.   | FC Olympia Hradec Králové      | 30 | 11 | 8  | 11 | 35 | 38 | 41 |
| 9.   | FK Slovan Pardubice            | 30 | 11 | 7  | 12 | 41 | 49 | 40 |
| 10.  | FC Zenit Čáslav                | 30 | 10 | 9  | 11 | 52 | 39 | 39 |
| 11.  | FC Spartak Rychnov nad Kněžnou | 30 | 11 | 6  | 13 | 47 | 48 | 39 |
| 12.  | SK Semily                      | 30 | 10 | 9  | 11 | 39 | 47 | 39 |
| 13.  | PFC Český Dub                  | 30 | 7  | 7  | 16 | 40 | 65 | 28 |
| 14.  | SK Holice                      | 30 | 7  | 4  | 19 | 27 | 72 | 25 |
| 15.  | FK Říčany                      | 30 | 6  | 4  | 20 | 30 | 63 | 22 |
| 16.  | FK Pardubice 1899              | 30 | 5  | 4  | 21 | 25 | 73 | 19 |

Poznámky:
- Z = Odehrané zápasy; V = Vítězství; R = Remízy; P = Prohry; VG = Vstřelené góly; OG = Obdržené góly; B = Body
- O pořadí klubů se stejným počtem bodů rozhodly vzájemné zápasy.

|  | Postup do ČFL 1999/00                           |
|  | Sestup do příslušného krajského přeboru 1999/00 |